# نيك رايت (لاعب كرة قدم)
نيك رايت (بالإنجليزية: Nick Wright) (25 نوفمبر 1987 ببرمنغهام في المملكة المتحدة - ) هو لاعب كرة قدم بريطاني في مركز الهجوم. شارك مع منتخب إنجلترا لكرة القدم C ‏. أما مع النوادي، فقد لعب مع برمنغهام سيتي ونادي بريستول سيتي ونادي نورثامبتون تاون ونادي كيترينغ تاون ونادي راشل أوليمبيك وHalesowen Town F.C. ‏ ونادي كيدرمينستر هاريرز لكرة القدم ولينكولن سيتي أف سي ونادي مانسفيلد تاون ونادي تاموورث ونادي ووستر سيتي ونادي غلوستر سيتي ونادي كوربي تاون وAlvechurch F.C. ‏ وأشفورد يونايتد ‏.

## وصلات خارجية
- نيك رايت (لاعب كرة قدم) على موقع قاعدة بيانات كرة القدم.إي يو (الإنجليزية)
- نيك رايت (لاعب كرة قدم) على موقع Soccerbase.com (لاعب) (الإنجليزية)
- نيك رايت (لاعب كرة قدم) على موقع Soccerway.com (الإنجليزية)